# اورگاریتم
اورگاریتم (انگلیسی: Orgarhythm) یک بازی ویدئویی خداگونه ریتمی استراتژیک تک‌نفره برای سکوهای پلی‌استیشن ویتا و اندروید می‌باشد که توسط اکوایر، نیلو توسعه و اکسید گیمز نشر پیدا کرده است.
این بازی اولین بار در ۹ اوت ۲۰۱۲ در ژاپن و به صورت توزیع دیجیتال منتشر شد.
همچنین قرار است اورگاریتم برای تبلتهای انویدیا و تگرا ۳ قابل دسترس قرار گیرد.